# Fuglenes
Fuglenes (Norwegisch für Landzunge der Vögel) ist ein Stadtteil und eine Halbinsel in der Stadt Hammerfest im Fylke Finnmark (Norwegen). Die Halbinsel begrenzt den Hafen von Hammerfest im Westen.

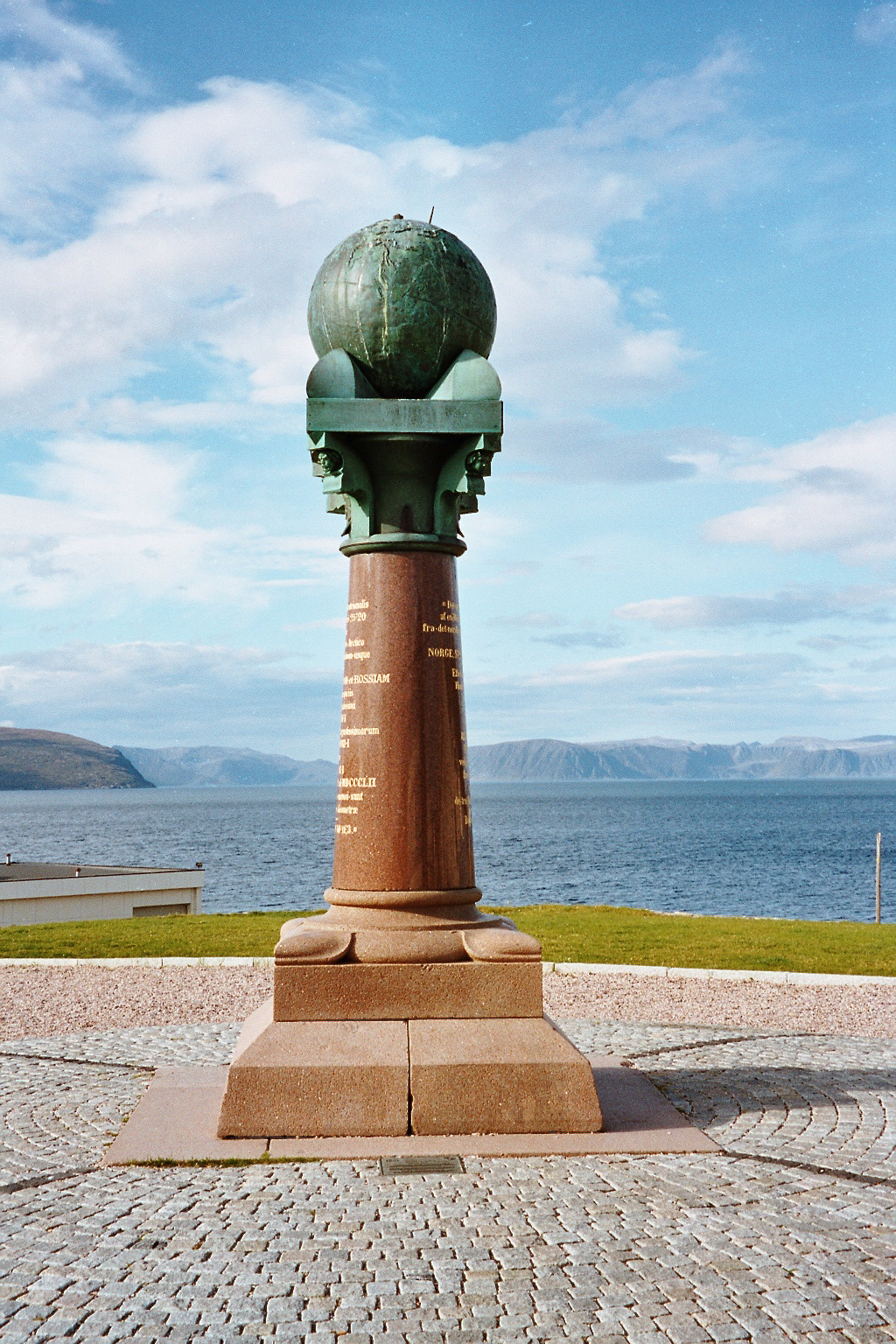
Meridianstein

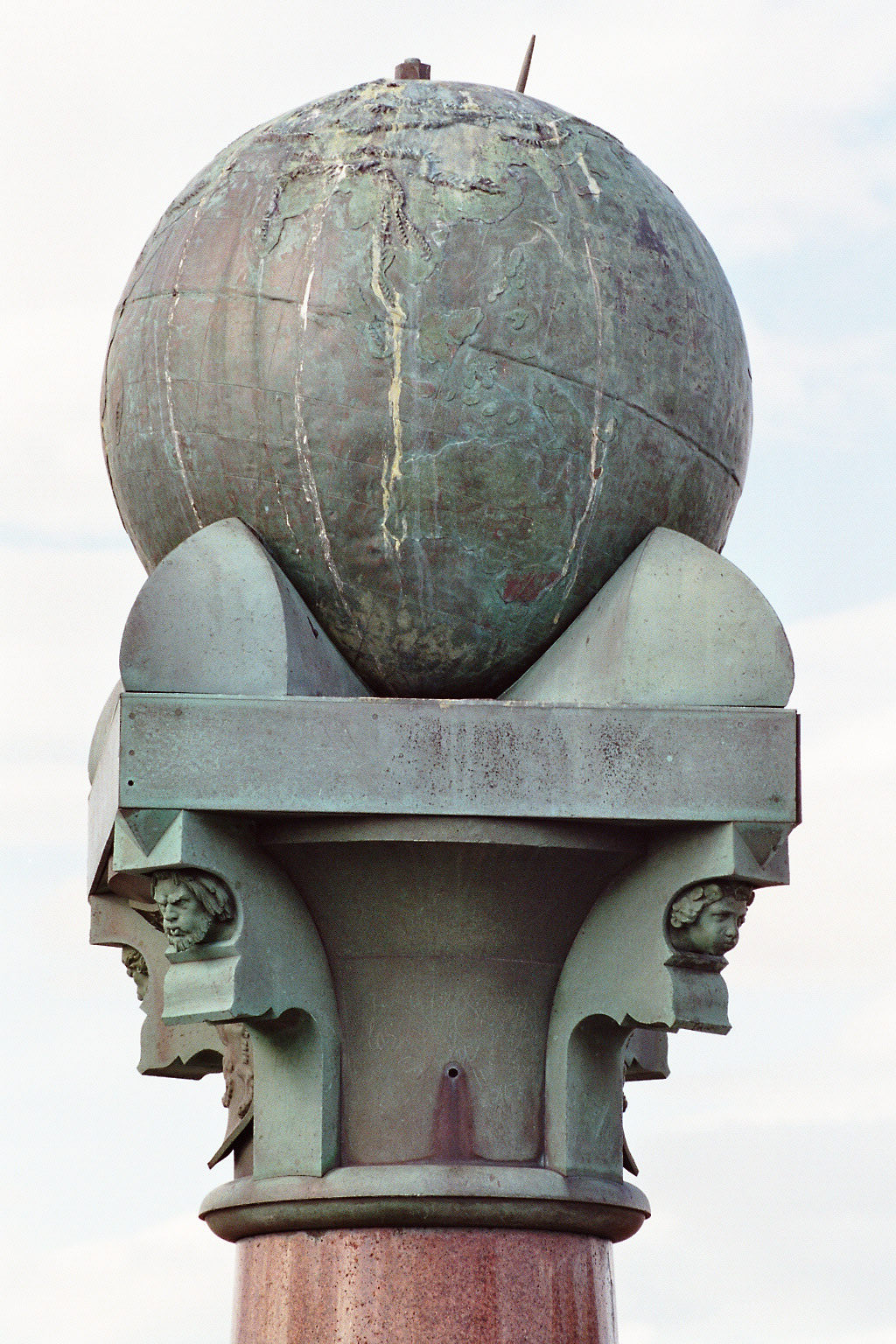
Meridianstein (Detail)

## Sehenswürdigkeiten

### Meridianstein
Der Meridianstein bezeichnet einen Messpunkt Fuglenaes (70° 40′ 0″ N, 23° 39′ 37″ O) mit der Nummer XII 15 des Struve-Bogens nach Friedrich Georg Wilhelm Struve. Der Struve-Bogen ist eine Kette geodätischer Messpunkte, die im 19. Jh. zur Vermessung der Erdabplattung diente. Der Punkt Fuglenaes mit der Nummer XII 15 bezeichnet den nördlichsten Punkt dieser Kette.
Das Areal um den Messpunkt ist einer der 34 von 265 Messpunkten, die im Jahre 2005 von der UNESCO in das Weltkulturerbe aufgenommen wurde. Insgesamt genießt ein Kreis mit dem Durchmesser 31 m (750 m²) den Schutzstatus der UNESCO. Die Pufferfläche ist ein Parallelogramm der Fläche 1500 m².
Die Vermessung unter der Leitung von Christopher Hansteen, der selbst nicht an den Feldarbeiten teilnahm, begann weniger als einen Monat nach ihrer Genehmigung am 13. Juli 1845 durch die Armeeoffiziere Fredrik Klouman und Christopher A.B. Lundh, sowie unter anderem dem schwedischen Astronomen Daniel Georg Lindhagen. Die Messarbeiten in Hammerfest gestalteten sich aufgrund schlechter Wetterverhältnisse schwierig.
Das über dem eigentlichen Messpunkt errichtete Meridianmonument stammt von Wilhelm von Hanno (1856), ist 4 m hoch mit einem Granitsockel, einer roten Marmorsäule und einem Kupferglobus an der Spitze. Auf dem Globus ist Hammerfest mit einer kleinen Stange markiert. Das Denkmal enthält auf der Säule in goldener Schrift folgende Inschrift in Dänisch und Lateinisch:
| Dänisch | Lateinisch | Deutsche Übersetzung |
| --- | --- | --- |
| Det nordligste Endepunct af en Meridianbue paa 25° 20' fra det nordlige Ocean til Donau-Floden igjennem Norge, Sverige og Russland --- efter' Foranstaltning af Hans Majestaet Kong OSKAR I og Keiserne ALEXANDER I og NICOLAI I ved uufbrodt Arbeide fra MDCCCXVI til MDCCCLII udmaalt af de tre Nationers Geometrer. --- Brede: 70° 40' 11,"3. | • Terminus • septentrionalis arcus • meridiani • 25°20' quem inde • ab • Oceano • Arctico ad • fluvium • Danubium • usque per NORVEGIAM • SUECIAM • et • ROSSIAM jussu • et • auspiciis Regis • Augustissimi OSCARI • I et Imperatorum • Augustissimorum ALEXANDRI • I atque NICOLAI • I annis • MDCCCXVI ad • MDCCCLII continuo • labore • emensi • sunt trium • gentium Geometrae --- Latitudo 70° 40' 11,"3. • | Der nördlichste Endpunkt auf einem Meridianbogen von 25°20' vom nördlichen Ozean bis zu den Donaufluten durch Norwegen, Schweden und Russland --- auf Veranlassung von Ihrer Majestät König OSKAR I. sowie der Kaiser ALEXANDER I. und NIKOLAUS I. in kontinuierlicher Arbeit von 1816 bis 1852 vermessen von den Geometern aus den drei Nationen. --- Breitengrad 70° 40' 11,"3. |

Gegen Ende des Zweiten Weltkriegs (1945) wurde das Denkmal zu seinem Schutz nach Trondheim gebracht, bis es am 17. Mai 1949 an seinen ursprünglichen Standort zurückkehrte. Heute befindet sich ein kleiner frei zugänglicher Park um den Messpunkt.
Seit dem Ende der Vermessung (1846) dient der Messpunkt als Punkt erster Ordnung im norwegischen Vermessungswesen (Nummer: U02T0002).
Benachbarte Messpunkte sind Tyven, Håja und Jedki.
Siehe auch: Stara Nekrassiwka (der südlichste Messpunkt des Struve-Bogens)

### Leuchtturm

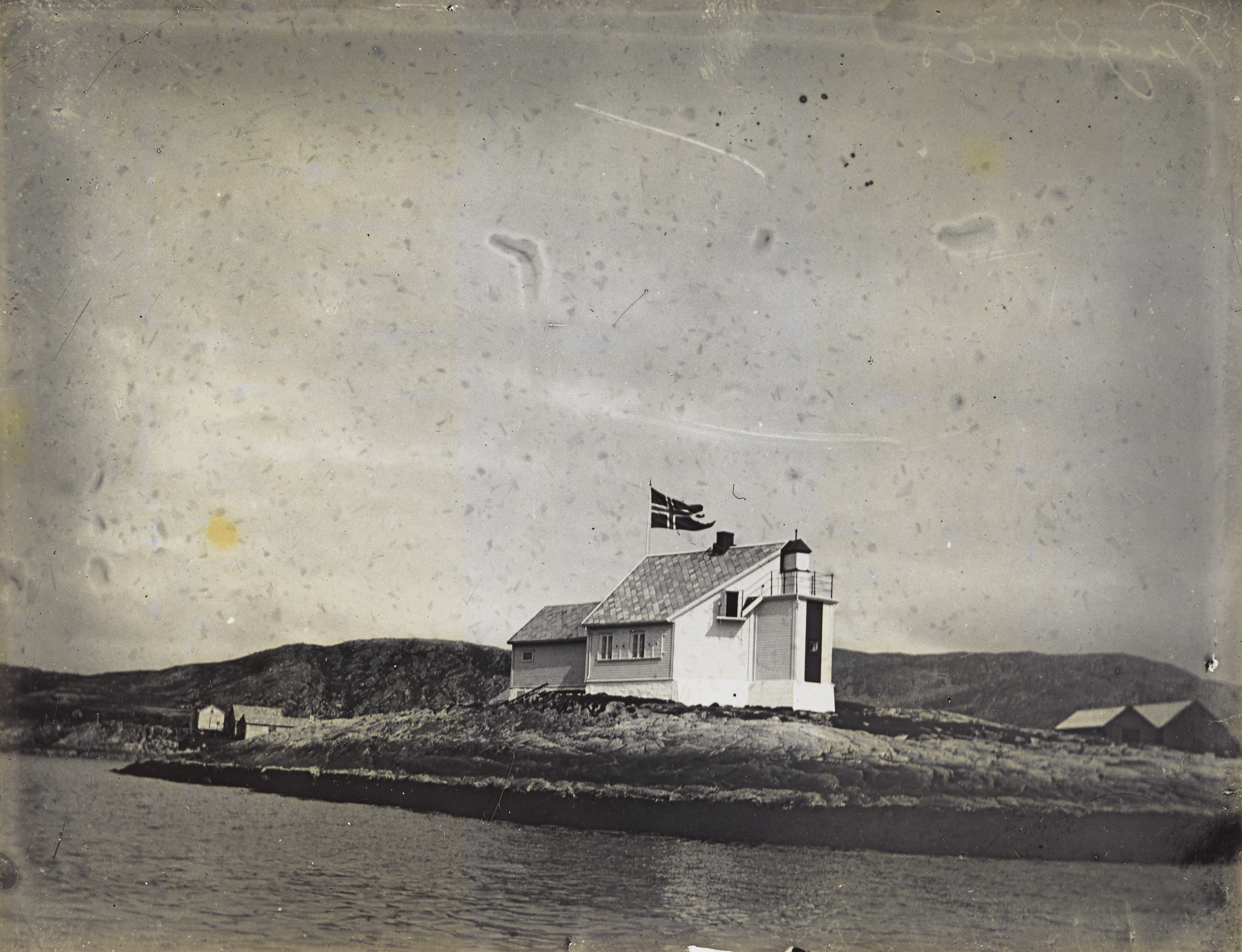
Ehemaliger Leuchtturm von Fuglenes

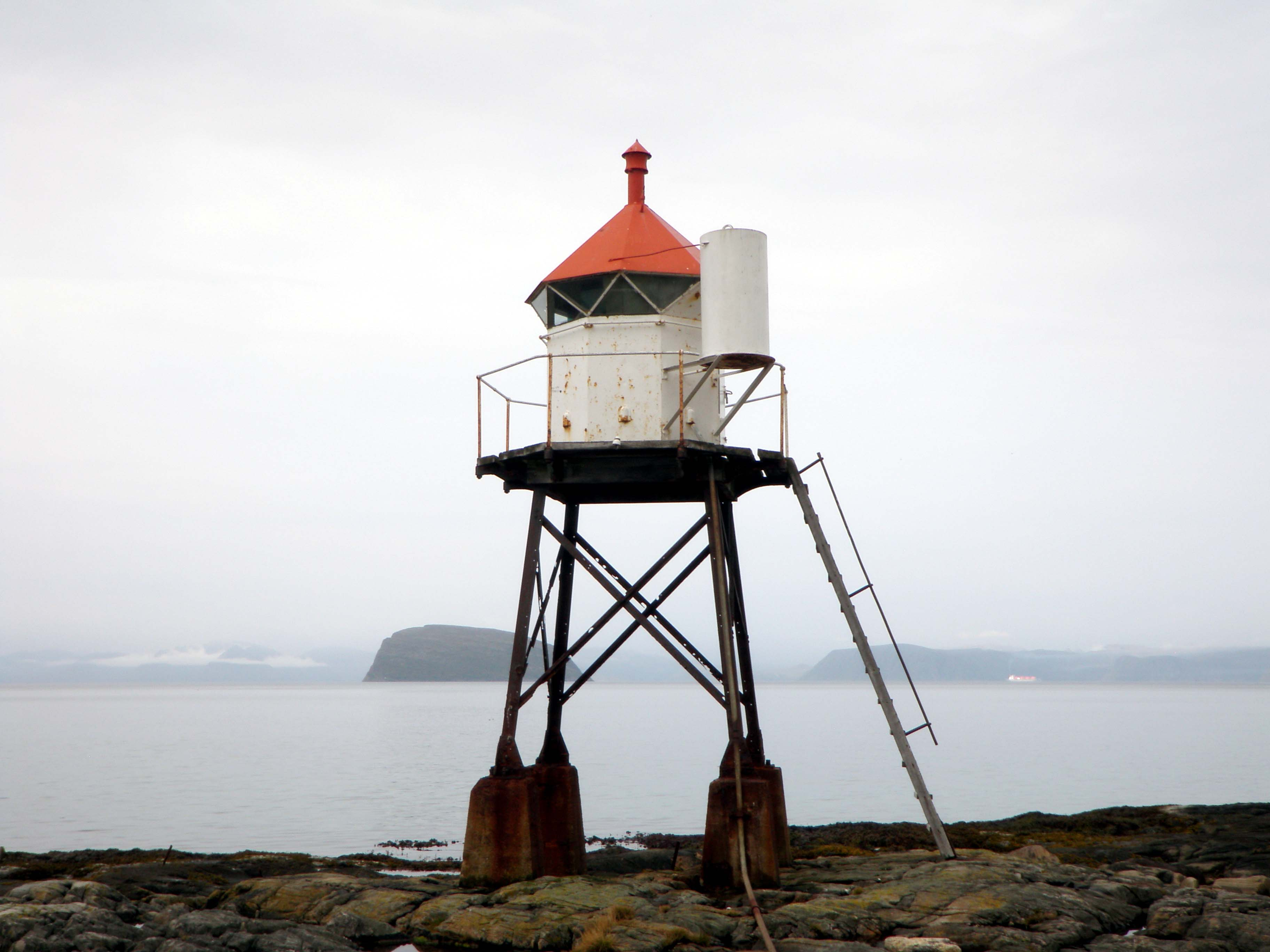
Die heutige Leuchte mit der Insel Håja im Hintergrund

Der Leuchtturm Fuglenes fyr wurde 1859 errichtet und bis 1911 betrieben (70° 40′ 0″ N, 23° 39′ 37″ O), bevor er durch eine automatisierte Leuchte ersetzt und abgerissen wurde.

### Schanze - Skansen på Fuglenes
Am frühen Morgen des 22. Juli 1809 griffen im Zuge der Napoleonischen Kriege die zwei englischen Fregatten Fency und Strike die Stadt Hammerfest an, die anschließend geplündert wurde. Ziel war es, die mit Frankreich verbündeten Dänen, welche zu dieser Zeit Norwegen regierten, am Handel zu hindern. Die Blockade durch englische Schiffe führt zu Nahrungsmittelmangel. Um weitere Angriffe zu verhindern oder abzuwehren, wurden 1810 an der Südspitze der Halbinsel als Verteidigungsanlagen ein Wachhaus sowie die Schanze Skansen på Fuglenes errichtet (70° 40′ 4″ N, 23° 39′ 26″ O). Die etwa 50 m × 25 m große Anlage wurde mit sechs 12-Pfund-Geschützen, sowie zwei 6-Pfund-Geschützen bewaffnet und nie angegriffen. Von der Anlage sind außer einigen Mauerresten sowie einer Kanone keine Überreste zu besichtigen. Im Jahre 1989 wurde sie renoviert.

### Freilichtmuseum Fuglenesodden
Das Freilichtmuseum Fuglenesodden befindet sich an der Südspitze von Fuglenes (70° 40′ 2″ N, 23° 39′ 24″ O). Es ist Teil des Wiederaufbaumuseums in Hammerfest und besteht aus einem Haus aus der Zeit des Wiederaufbaus nach dem Zweiten Weltkrieg, sowie einem Bootsschuppen aus der gleichen Zeit.

## Sonstiges
- Auf der Halbinsel befand sich um 1800 ein Friedhof der Samen. In der Vergangenheit wurden bei Bauarbeiten Gebeine gefunden und auf den Friedhof Hammerfest verlegt. Es wird davon ausgegangen, dass weitere Gräber unter Straßen und Parkplätzen liegen.[9]
- Am Nordende der Halbinsel befindet sich die Schwimm- und Sporthalle Isbjørnhallen.[10]
- Auf der Halbinsel befindet sich die Oberschule Hammerfest videregående skole.[11]